# Marvin Clark
Marvin Clark (Kansas City, 3 november 1994) is een Amerikaans basketballer. Hij staat ook bekend als Marvin Clark Jr. of Marvin Clark II.

## Carrière
Clark speelde collegebasketbal voor Michigan State Spartans en St. John's Red Storm. In de NBA-draft 2019 werd hij niet gekozen. Hij ging spelen voor de Kangoeroes Mechelen waar hij na een goed eerste seizoen bijtekende voor nog een seizoen. Hij vertrok in mei 2021 naar het Franse Champagne Basket. Na slechts zeven wedstrijden te hebben gespeeld voor zijn Franse werkgever trok hij naar het Hongaarse Falco KC Szombathely waar hij het seizoen uitdeed.
Hij verliet de club en tekende voor het seizoen 2022/23 bij het Mexicaanse CB Abejas de León daar vertrok hij na twee wedstrijden. Hij tekende daarop bij het Duitse Hamburg Towers. In januari 2023 maakte hij de overstap naar het Portugese FC Porto waar hij de rest van het seizoen speelde. Hij speelde daarna voor het Mexicaanse Dorados de Chihuahua. Hij tekende in december 2023 voor Hapoel Haifa BC uit Israël en verliet de club midden januari 2024 voor Sporting Clube de Portugal als vervanger van de geblesseerde Kenneth Horton.
Voor het seizoen 2024/25 tekende hij opnieuw bij het Hongaarse Falco KC Szombathely.